# إسحاق دياز
إسحاق دياز (بالإسبانية: Isaac Díaz) (13 مارس 1988 في تشيلي - ) هو مدرب كرة قدم ولاعب كرة قدم تشيلي في مركز الهجوم. لعب مع نادي أونيفرسيداد دي تشيلي ونادي بويبلا ونادي تشياباس ونافال وهواتشيباتو وCafetaleros de Chiapas ‏ وديبورتيفو نوبلينس ‏ وتراساندينو دي لوس أنديس ‏ وديبورتيس نافال.

## وصلات خارجية
- إسحاق دياز على موقع قاعدة بيانات كرة القدم.إي يو (الإنجليزية)
- إسحاق دياز على موقع Soccerway.com (الإنجليزية)
- إسحاق دياز على موقع AS.com (الإسبانية)